# Кроасанвил
Кроасанвил (фр. Croissanville) насеље је и општина у северној Француској у региону Доња Нормандија, у департману Калвадос која припада префектури Лисје.
По подацима из 2011. године у општини је живело 445 становника, а густина насељености је износила 100,91 становника/km². Општина се простире на површини од 4,41 km². Налази се на средњој надморској висини од 53 метара (максималној 57 m, а минималној 12 m).

## Демографија
| 1962. | 1968. | 1975. | 1982. | 1990. | 1999. | 2011. |
| ----- | ----- | ----- | ----- | ----- | ----- | ----- |
| 287   | 275   | 283   | 258   | 315   | 333   | 445   |

График промене броја становника у току последњих година